# Île Adèle
L'île Adèle ou Motuareronui en maori, est une petite île au large de la côte nord de l'île du Sud de la Nouvelle-Zélande. Elle fait partie du parc national Abel Tasman. Elle a été nommée ainsi par Jules Dumont d'Urville en hommage à sa femme Adèle. En août 2014, le nom de l'île a été officiellement modifié pour adopter la double appellation Motuareronui/Île Adèle (Motuareronui/Adele Island en anglais).